# クドゥグ
クドゥグ(フランス語：Koudougou)はブルキナファソの中西部地方の中心都市。
ブルキアンデ県の県都でもある。
2012年の人口は約9.2万人で、同国4位の規模である。

## 概要
首都ワガドゥグーから西に75km離れている。
住民はモシ人が大多数を占める。
石鹸工業やシアバター、綿花の集散地となっている。

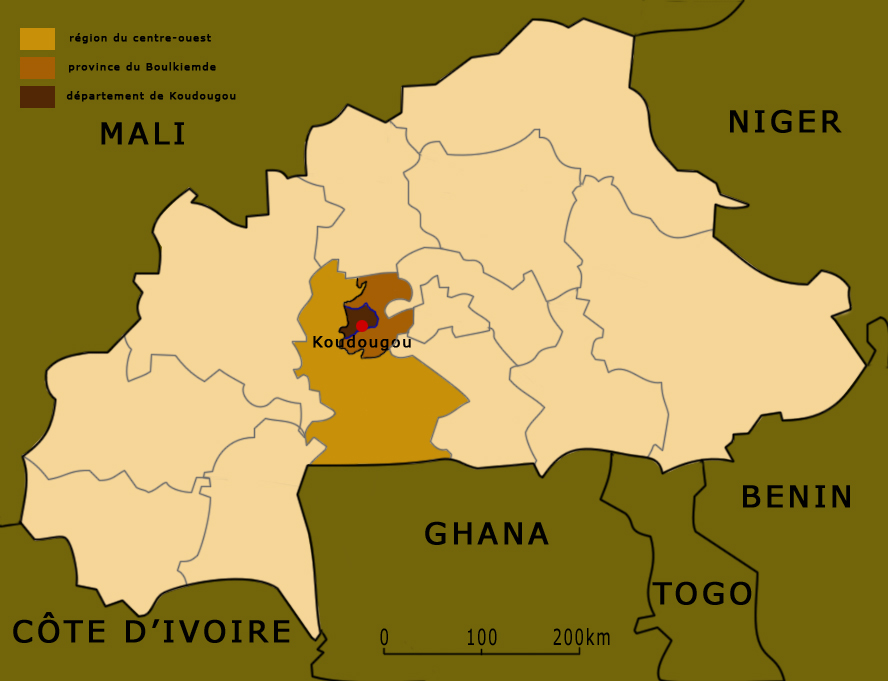
クドゥグの位置

## 歴史
1952年、アビジャン・ニジェール鉄道がクドゥグまで到達し、アビジャン(コートジボワールの事実上の首都)と接続した。
後にワガドゥグー(首都)まで延伸した。
2007年9月4日、優れたイスラム建築に与えられる2007年度のアガ・カーン建築賞がクドゥグの中央市場に与えられた。

## 交通

### 鉄道
- アビジャン⇔クドゥグ⇔ワガドゥグー

### 道路
- 国道13号線：ヤコ⇔クドゥグ⇔サブ（英語版）
- 国道14号線：クドゥグ⇔デドゥグ
- 国道21号線：クドゥグ⇔レオ（英語版）

### 空港
- ワガドゥグー空港：141km南東に位置する

## 経済
- 労働者の約9割が農業に従事している

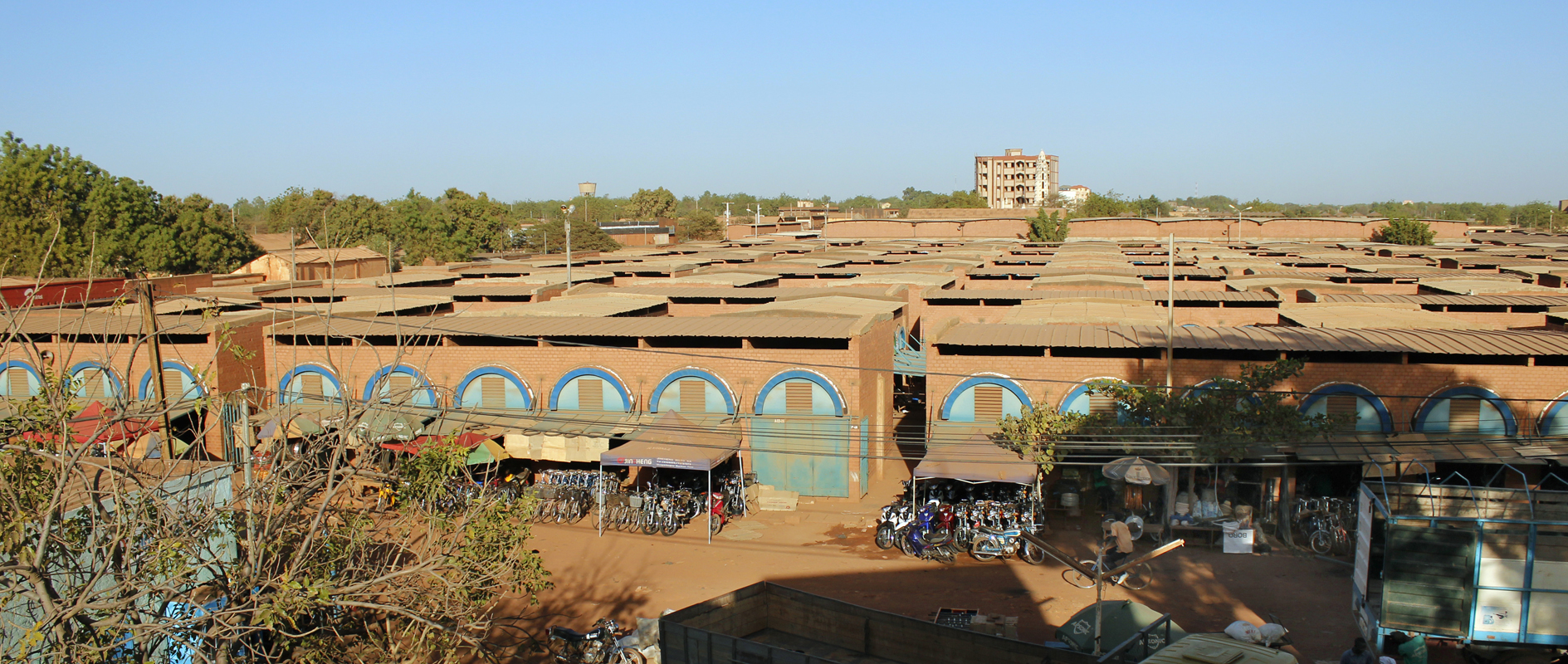
クドゥグの市場

- GDPは約175億CFAフラン=約3600万$=約36億円

## 教育
- クドゥグ大学（英語版）
- 2007年度の小学校進学率は79.2%、中学校進学率は20.3%